# Масальский, Александр Павлович
Александр Павлович Масальский (7 апреля 1871, Молога, Ярославская губерния — не ранее 1918) — священник Православной Российской Церкви, настоятель Ильинско-Тихоновского храма в Ярославле с 1893 года, окружной благочинный.

## Биография
Родился в семье священника. Окончил Ярославское духовное училище и Ярославскую духовную семинарию (1892).
Преподаватель в церковно-приходской школе села Еремейцево Рыбинского уезда Ярославской губернии (1892).
Иерей, настоятель Ильинско-Тихоновского храма в Ярославле (1893), законоучитель в начальном училище при Ремесленной управе (1894—1906), катехизатор (1895), секретарь епархиального попечительства о бедных духовного звания (1897—1906), член строительного комитета при епархиальном Ионафановском женском училище (1896), Ярославского комитета Православного миссионерского общества (1897), Комитета по ревизии приходо-расходных книг монастырей Ярославской епархии (1898) и миссионерского комитета Православного церковного братства святителя Димитрия Ростовского (1902), председатель и казначей приходского попечительства (1903), законоучитель (1904) и член педсовета (1908—1911) в женской гимназии О. Н. Корсунской, депутат XIV епархиального съезда (1905), член правления Ярославской духовной семинарии, епархиального противораскольнического и противосектантского миссионерского комитета и Благочиннического совета 2-го округа Ярославля, председатель Совета приходской богадельни им. М. М. Литова (1906), член Комитета Эмеритальной кассы духовенства, пожизненный почетный член Ярославского вольно-пожарного общества (1915), член Ярославских епархиального и училищного советов, делегат областного учительского съезда и чрезвычайного епархиального съезда духовенства и мирян, глава его делегации в Синод (1917).
В 1917—1918 годах член Поместного собора Православной российской церкви по избранию как клирик от Ярославской епархии, участвовал во всех трёх сессиях, член III, V, XV, XVII Отделов.
С 1918 года благочинный храмов 2-го округа Ярославля.
Награждён набедренником (1897), скуфьей (1900), камилавкой (1905), наперсным крестом (1912).
Жена — Мария Александровна. Дети — Николай, Павел, Сергей, Елена, Михаил, Анатолий, Мария.

## Сочинения
- Памяти священника о. Александра Торопова // Ярославские епархиальные ведомости. — 1899. — № 12.
- Венок на могилу почившего о. протоирея Феодора Петровича Успенского // Приходская жизнь. — 1916. — № 2.